# Ai Kago

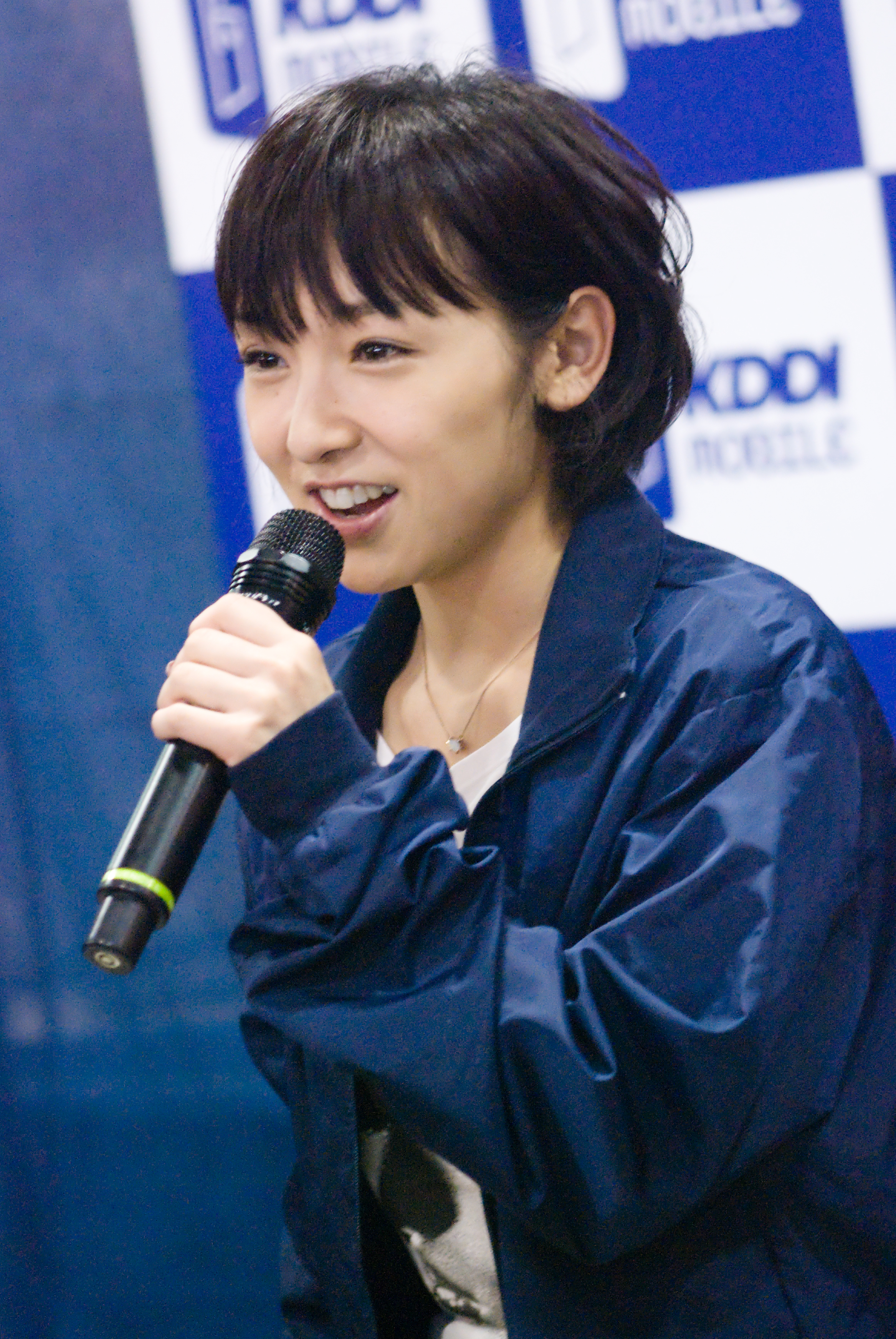
Ai Kago (2009)

Ai Kago (jap. 加護亜依; * 7. Februar 1988 in der Präfektur Nara, Japan) ist eine japanische Sängerin, Schauspielerin und Autorin. Berühmt wurde sie mit der Idol-Girlgroup Morning Musume. Sie ist außerdem ehemalige Rekordhalterin im Guinness-Buch der Rekorde für die längste Drehung im Hula Hoop. Ihr Rekord wurde 2010 gebrochen. Des Weiteren war sie für lange Zeit das jüngste Mädchen, das bei Morning Musume eingestiegen war, mit zwölf Jahren und zwei Monaten. Diesen Rekord brach Haruka Kudo 2011, die bei ihrem Eintritt gerade mal 11 Jahre alt war.

## Biographie

### Zeit im Hello! Project
2000 wurde Kago Mitglied der Gruppe Morning Musume. Sie freundete sich schnell mit Nozomi Tsuji an, die zur gleichen Zeit zur Gruppe gestoßen war. Sie wurden das „Traumpaar“ der Gruppe und unzertrennlich, weshalb man die beiden oft als „Zwillinge“ bezeichnete. Im selben Jahr wurde Kago ein Teil der neu gegründeten Gruppe Minimoni und als zweite Generation zu Tanpopo hinzugefügt.
Kago wurde schnell zum Publikumsliebling. Sie verließ die Gruppe jedoch mit Tsuji im Jahr 2004, um das Duo W (sprich: Double You) zu gründen.

### Skandale
Am 9. Februar 2006 veröffentlichte die japanische Boulevardzeitung Friday (フライデー) Bilder, auf denen man Kago beim Rauchen erkennen konnte. Sie war zu diesem Zeitpunkt 18 Jahre alt, die Altersgrenze für Rauchen liegt in Japan jedoch bei 20 Jahren. Einen Tag nach dieser Information wurde Kago vom Hello! Project „für unbestimmte Zeit“ suspendiert und unter Hausarrest im Wohnhaus ihrer Mutter gestellt. Ein Jahr später endete ihr Arrest und sie wandte sich für ein Interview an die Friday. Darin erklärte sie, dass sie mit der Musik weitermachen möchte und zurück nach Tokyo zieht. Sie erzählte auch, dass sie in der Zeit ihres Arrests kaum Kontakt mit den anderen Mitgliedern Morning Musumes hatte und von einigen nicht einmal erkannt wurde, als sie Backstage bei einem Konzert auf sie traf.
Ein Jahr nach ihrem ersten Skandal, am 26. März 2007, wurde Kago wieder beim Rauchen erwischt. Besonders pikant war jedoch ein zusätzliches Detail, nämlich dass sie angeblich eine Affäre mit einem verheirateten 38-jährigen Mann habe. Up Front Agency, die Agentur hinter dem Hello! Project, kündigte ihr fristlos. Kurz nach diesem Vorfall wurde ein Interview mit Kagos Mutter, Aki Kago, veröffentlicht.
2008, als Kago bereits unter einer anderen Agentur beschäftigt war, wurde ein neues Interview über OhmyNews veröffentlicht. Sie sagte darin, sie habe mit dem Rauchen angefangen, weil sie sich erwachsen genug fühlte, bereue es aber, weil sie die Wirkung auf ihre jüngeren Fans ignoriert habe. Mittlerweile habe sie jedoch aufgehört zu rauchen. Weiterhin erzählt sie von ihrem Aufenthalt in Los Angeles, wohin sie nach ihrer Kündigung geflohen sei, weil sie sich in Japan wie eine „Verbrecherin“ gefühlt habe. Des Weiteren wurde erwähnt, dass es bei ihr sogar zu Selbstverletzungen und Selbstmordgedanken kam. Sie habe jedoch neuen Mut gefasst und bereite sich auf einen Neuanfang in der Musikindustrie vor. In einem weiteren Interview gab sie zu, mit 13 Jahren eine Beziehung mit einem Produzenten geführt zu haben.
Anfang 2009 kam Kagos Fotobuch Super Cargo heraus. Das allein sorgte für Wirbel, da sie auf einigen Fotos sehr freizügig posierte. Zudem erzählte sie in Interviews einige Details über ihr Leben als Idol und Sachen aus ihrer Kindheit. Unter anderem erwähnte sie, wie ein Freund ihrer Mutter sie im Alter von 11 Jahren aufforderte, ihm ihre Brüste zu zeigen. Weiter erzählte sie vom harten Alltag eines Idols und vom strengen japanischen Showbusiness.
Später im Jahr wurde wieder durch die Friday ein neuer Skandal aufgedeckt. Kago hatte eine neue Affäre, diesmal mit ihrem Schauspielkollegen Hidejiro Mizumoto. Ihre Agentur dementierte dieses Gerücht, doch Mizumotos Ehefrau, Asato, brachte die Angelegenheit vor Gericht. Sie forderte sowohl Schadensersatz von ihrem Ehemann und Kago als auch Unterhaltszahlungen für ihre drei Kinder. Die Ehe der beiden wurde zwar bereits vor dem Artikel der Friday geschieden, die Affäre fiel jedoch noch in die Zeit der Ehe. Als Beweis hatte Asato Kagos Unterwäsche und andere Gegenstände fotografiert. Das Gericht sprach ihr am 24. Mai 2009 Recht zu.
Im Juni 2011 wurde bekannt, dass Kago ihre Agentur MAINSTREAM Inc. verlassen hatte. Die Agentur bestätigte dies, fügte jedoch hinzu, dass Kagos neuer Lebensgefährte einen großen Teil dazu beigetragen habe, da sie angeblich vollkommen unter seiner Kontrolle stünde. Demnach verließ sie die Agentur nach Meinungsverschiedenheiten. Sie arbeitete bereits seit Oktober 2010 an einem Transfer, der Vertrag wurde schon im November von ihrem Anwalt aufgelöst. Problematischerweise war der Vertrag auf zwei weitere Jahre ausgelegt und Kago sagte somit vereinbarte Termine ab. Auf ihrem Blog dementierte sie den Vertragsbruch jedoch. Ihre Agentur verklagte sie darauf im Dezember 2011.
Kagos Lebensgefährte wurde am 8. November 2011 festgenommen unter dem Verdacht, mit den Yakuza in Kontakt zu stehen. Es handelte sich hierbei um einen 44-jährigen Mann namens Haruhiko Andō. Das Paar soll seit August 2011 zusammen gewesen sein. Kago wurde ebenfalls zu den Kontakten ihres Lebensgefährten befragt und stand wieder unter öffentlichem Druck. Zwei Tage später, am 11. November, fand man Kago nach einem Selbstmordversuch in ihrer Wohnung. Sie wurde in ein Krankenhaus gebracht und stand für 24 Stunden unter Beobachtung. Zuvor hatte sie ihre Agentur angerufen und Hinweise auf einen Suizidversuch gegeben.

### Neuanfang
Am 20. Dezember 2011 gab Kago auf ihrem Blog bekannt, dass sie einen langjährigen Freund geheiratet habe und schwanger sei. Ihre Tochter kam am 21. Juni 2012 zur Welt und trägt den Namen Minami. Im Jahr 2013 bekam Kago wieder positive Aufmerksamkeit: Sie machte Werbung für einen Tee, wechselte die Agentur und gab bekannt, dass sie Mitstreiterinnen für eine neue Girlgroup suche. 2014 wurde der Name der Gruppe, Girls Beat, bekannt gegeben. Die Gruppe debütiert am 26. Juli desselben Jahres.
Im Juni 2015 ließ sich Kago nach Vorwürfen der häuslichen Gewalt von ihrem Mann scheiden. 2016 verließ sie Girls Beat und heiratete erneut.
Zwei Jahre später kam es zur ersten Annäherung mit dem Hello! Project seit 11 Jahren: Im August 2018 trat sie mit aktuellen Mitgliedern des Projekts auf die Bühne, um sein zwanzigjähriges Jubiläum zu feiern. In den Jahren darauf spielte sie in mehreren Theaterstücken. 2019 wurde bekanntgegeben, dass sie sich von ihrer letzten Agentur getrennt hat. Seit Dezember 2020 betreibt sie einen eigenen YouTube-Kanal, auf welchem sie Coverversionen diverser Lieder hochlädt.

## Diskografie

### Studioalben
| Jahr | Titel                                                                                  | Höchstplatzierung, Gesamtwochen, AuszeichnungChartsChartplatzierungen (Jahr, Titel, Platzierungen, Wochen, Auszeichnungen, Anmerkungen) | Anmerkungen                                            |
| Jahr | Titel                                                                                  | JP | Anmerkungen                                            |
| ---- | -------------------------------------------------------------------------------------- | --- | ------------------------------------------------------ |
| 2010 | Ai Kago meets Jazz ~The first door~ (加護亜依・ミーツ・ジャズ～ザ・ファースト・ドア～) | JP242 (1 Wo.)JP | Erstveröffentlichung: 31. März 2010 Verkäufe JP: + 527 |

### Singles
| Jahr | Titel Album     | Höchstplatzierung, Gesamtwochen, AuszeichnungChartsChartplatzierungen (Jahr, Titel, Album, Platzierungen, Wochen, Auszeichnungen, Anmerkungen) | Anmerkungen                                              |
| Jahr | Titel Album     | JP | Anmerkungen                                              |
| ---- | --------------- | --- | -------------------------------------------------------- |
| 2010 | No hesitAtIon – | JP52 (1 Wo.)JP | Erstveröffentlichung: 24. Juni 2009 Verkäufe JP: + 1.757 |

## Veröffentlichungen

### Bücher
- Kago Ai LIVE ~Kago Ai no Miseinen Hakusho (ＬＩＶＥ—未成年白書, 24. August 2008)

## Als Schauspielerin

### Filme
- Benten-dôri no hitobito (弁天通りの人々/ 邦画, 2009)
- Kung Fu Chefs | Gong fu chu shen (功夫廚神, 2009)
- Ju-on: Kuroi Shōjo (呪怨: 黒い少女, 2009)
- Hana Oni (華鬼, 2009)
- Nikushokukei Joshi (肉食系女子, 2010)
- The Haunting Lover (2010)

### Doramas
- Tonsure (トンスラ, 2008)
- Nihonshi Suspence Gekijō (日本史サスペンス劇場, 2008)
- Ikemen Shin Sobaya Tantei (イケ麺新そば屋探偵, 2009)